# Billy Papke
Billy Papke est un boxeur américain né le 17 septembre 1886 à Spring Valley dans l'Illinois, et mort le 26 novembre 1936 à Newport Beach en Californie.

## Carrière
Il devient champion du monde des poids moyens le 7 septembre 1908 en battant par arrêt de l'arbitre à la 12e reprise Stanley Ketchel mais s'incline lors du combat revanche organisé le 26 novembre 1908 par KO au 11e round.

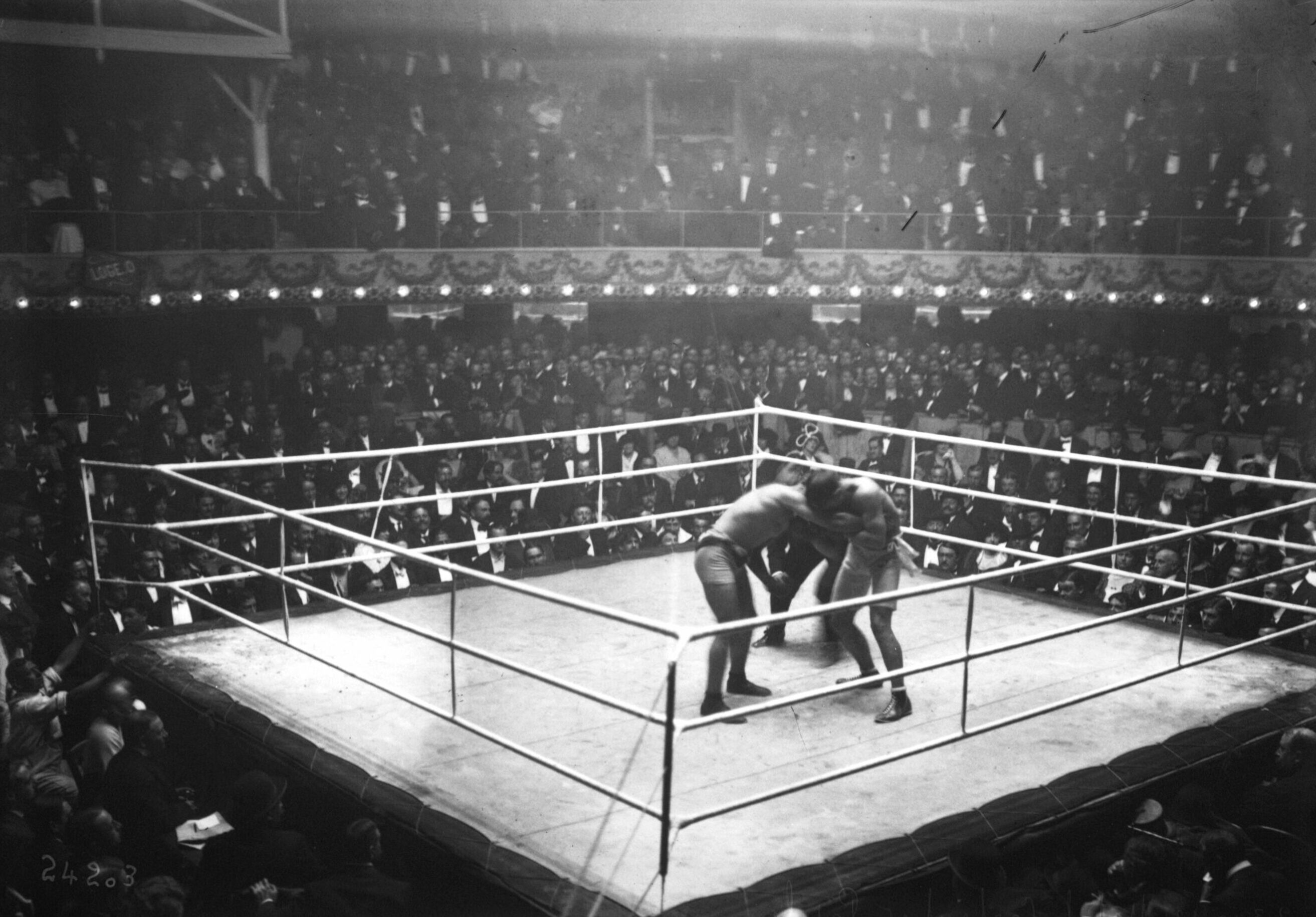
Dominant en technique de saisie, Billy Papke bat Georges Carpentier au Cirque de Paris (23 octobre 1912).

À la veille de son combat avec Georges Carpentier, Billy Papke rate la pesée de 130 g, doit payer une amende de 5 000 francs et ne met plus son titre de poids moyens en jeu,. L'Américain domine le champion d'Europe français à courte distance, au corps, multipliant les saisies,. À la fin de la dix-septième reprise, Papke blesse durement son adversaire à l'œil droit puis réussit un grand nombre d'uppercuts dans le round suivant,. Épuisé, Carpentier serre les mains de Papke à l'annonce du dix-huitième round pour se déclarer vaincu, créant le tumulte d'une foule parisienne mécontente et peinée,.

## Distinction
- Billy Papke est membre de l'International Boxing Hall of Fame depuis 2001[4].